# Dianne van Giersbergen
Dianne van Giersbergen (Liempde, 3 de junho de 1985) é uma cantora, compositora e musicista neerlandesa. É mais conhecida como vocalista da banda de metal progressivo Ex Libris, e também já esteve à frente do grupo de metal sinfônico Xandria entre 2013 e 2017.

## Carreira

### Ex Libris (2003–presente)
Em 2003, Van Giersbergen fundou a banda de metal progressivo Erinyen juntamente com o baterista Joost van de Pas, que mudou de nome para Ex Libris um ano depois com a chegada de outros músicos na formação. Eles gravaram sua primeira demo em 2005 e começaram a tocar ao vivo, até lançarem seu primeiro álbum Amygdala em 2008. A partir daí, o grupo passou a se apresentar em diversos países da Europa abrindo para bandas como Epica, Delain e ReVamp.
Seu segundo trabalho de estúdio, o álbum conceitual Medea, foi lançado em 2014 através de uma campanha de financiamento coletivo pela Internet, sendo bem recebido pela crítica especializada. Mais tarde em 2019, a banda disponibilizou o disco Ann (A Progressive Metal Trilogy), uma trilogia de três capítulos sobre três figuras femininas históricas cujo tiveram uma morte prematura (Ana Bolena, Anastacia Romanova e Anne Frank).

### Xandria (2013–2017)
Em 25 de outubro de 2013,  um comunicado no website da banda alemã de metal sinfônico Xandria anunciou a saída da vocalista Manuela Kraller, e a substituição da mesma por Van Giersbergen, fazendo dela a quinta cantora feminina na história do grupo. Seu primeiro concerto ao vivo com a banda aconteceu em novembro do mesmo ano em Madrid, Espanha, sendo procedido por uma série de shows na Europa, até finalmente lançarem o álbum Sacrificium (2014). Posteriormente, a banda disponibilizou o EP Fire & Ashes (2015), que incluiu faixas inéditas, regravações de canções clássicas e alguns covers.
O sétimo disco da banda foi lançado em 2017, Theater of Dimensions, que alcançou boas posições em paradas da Alemanha, Áustria e Suíça. Este também foi o último trabalho entre Dianne e a banda, já que a sua saída do grupo foi anunciada em 13 de setembro de 2017, no qual a cantora alegou ter recebido pressão por parte da gestão e seus colegas de banda para se apresentar ao vivo após uma série de cancelamentos de shows, sendo que ela estava fisicamente impossibilitada para tal, devido à uma sobrecarga de estresse, que foi confirmada pelos médicos. As ex-vocalistas Lisa Middelhauve e Kraller imediatamente fizeram pronunciamentos em suas mídias sociais em apoio a Dianne, e seus depoimentos deram a entender que ambas também deixaram o grupo sob circunstâncias negativas.

### Carreira solo (2022–presente)
Em 13 de setembro de 2022, cinco anos após sua saída do Xandria, Van Giersbergen anunciou em suas mídias sociais que estaria iniciando sua carreira solo, voltada ao gênero do metal sinfônico. Seu álbum de estreia irá se chamar Soulward Bound, e o primeiro single intitulado "After the Storm" foi lançado em 14 de fevereiro de 2023.

## Vida pessoal

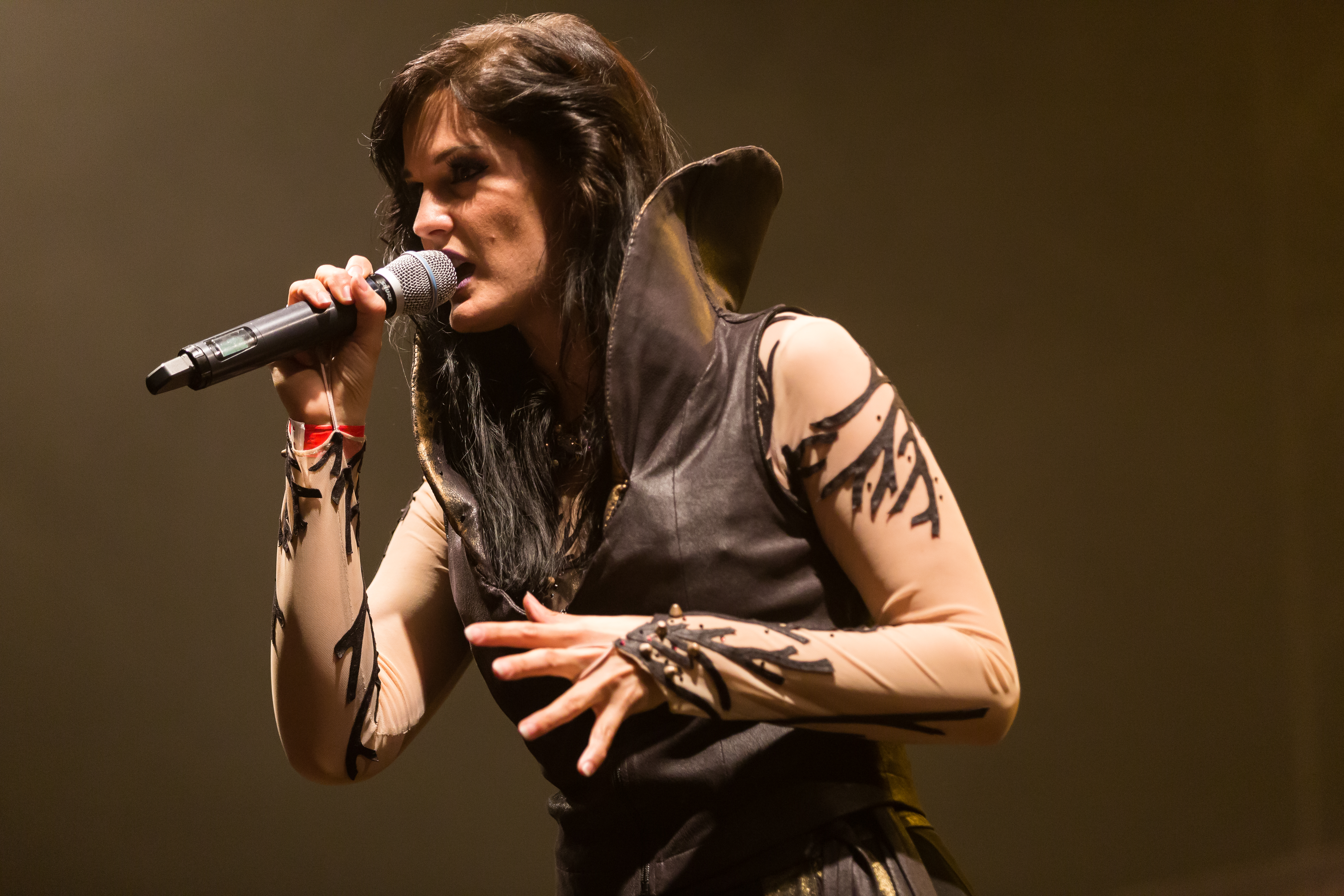
Dianne se apresentando com o Xandria em Leipzig, Alemanha em 2017

Van Giersbergen recebeu suas primeiras aulas de canto como um presente de aniversário de seus pais quando fez quatro anos de idade. Nos anos seguintes, ela foi ensinada por vários professores e participou de diversos corais. Em 2005, ela iniciou seus estudos de música clássica na Universidade de Artes ArtEZ em Arnhem, Países Baixos, na qual ela se especializou em canto clássico e teatro musical, recebendo seu diploma com honras em 19 de maio de 2009.
Ela é casada com o músico e produtor neerlandês Joost van den Broek, e também apresenta um podcast com a cantora mexicana Marcela Bovio intitulado Are We Better Friends Yet? desde 2022 através de plataformas digitais.

## Discografia

### Ex Libris
- Amygdala (2008)
- Medea (2014)
- Ann (A Progressive Metal Trilogy) (2019)

### Xandria
- Sacrificium (2014)
- Theater of Dimensions (2017)

### Participações
| Ano  | Artista     | Álbum                                   | Faixa                          |
| ---- | ----------- | --------------------------------------- | ------------------------------ |
| 2014 | Hal2a       | Dick's Last Days                        | "Elusion"                      |
| 2014 | Countermove | "The Power of Love" (single)            | "The Power of Love"            |
| 2015 | Catharsis   | "Дитя штормов (Dutch Version)" (single) | "Дитя штормов (Dutch Version)" |
| 2015 | Stimmgewalt | "Hallelujah" (single)                   | "Hallelujah"                   |
| 2015 | Taipan      | Straight from the Underground           | (Múltiplas faixas)             |
| 2018 | Powerwolf   | The Sacrament of Sin                    | (Múltiplas faixas)             |
| 2020 | Ayreon      | Electric Castle Live and Other Tales    | (Múltiplas faixas)             |
| 2020 | Ayreon      | Transitus                               | (Múltiplas faixas)             |
| 2021 | Powerwolf   | Call of the Wild                        | "Glaubenskraft"                |
| 2022 | Amorphis    | Halo                                    | (Múltiplas faixas)             |
| 2022 | Archie Cane | Tommy and the Angels                    | (Múltiplas faixas)             |
| 2022 | Ritual      | Enigma                                  | "Seven Gates" "Walk of Shame"  |
| 2025 | Mortemia    | The Cover Collab Sessions               | "Like a Hurricane"             |